# Stadion Podilla w Chmielnickim
Stadion „Podilla” (ukr. Спорткомплекс «Поділля») – wielofunkcyjny stadion w Chmielnickim na Ukrainie.
Pierwszy stadion w Chmielnickim został zbudowany w 1927, w miejscu byłego hipodromu. Potem „Sportstadion” przejęło towarzystwo „Dynamo” i stadion zmienił nazwę na Dynamo. Po zakończeniu II wojny światowej postanowiono wybudować nowy miejski stadion. Tak w 1950 powstał stadion „Podilla”, który mieścił 4 tys. widzów. Po rekonstrukcji w 1960 zwiększono liczbę miejsc do 10 020. W 2003 po kolejnej rekonstrukcji stadion dostosowano do wymóg standardów UEFA i FIFA, wymieniono część starych siedzeń na siedzenia z tworzywa sztucznego. Rekonstruowany stadion może pomieścić 10 500 widzów. Domowa arena klubu Dynamo-Chmielnicki.